# 울진 광흥사 소장 명양경
울진 광흥사 소장 명양경(蔚珍 廣興寺 所藏 冥陽經)은 대한민국 경상북도 울진군 온정면 덕산리, 광흥사에 있는 조선시대 수륙제(水陸齋)의 의식과 절차를 수록한 책이다. 2013년 8월 19일 경상북도의 유형문화재 제480호로 지정되었다.

## 개요
이 책은 물과 뭍에서 살다 죽은 무주고혼(無主孤魂)을 천도하여 극락왕생하게 하기 위해 지내는 의식인 수륙제(水陸齋)의 의식과 절차를 수록한 것으로, 제반 의식에 필요한 절차의 요점만을 뽑아 정리하여 편의를 도모하고자 편찬하였다.
판본은 1538년(중종 33) 안동 광흥사 판각본의 인본이다. 이는 세종의 딸인 정의공주(貞懿公主)가 남편인 양효공(良孝公) 안맹담(安孟聃)(1415∼1462)의 명복을 빌기 위해 1469년(예종 1) 6월, 『수륙의문』, 『결수문』, 『소미타참』, 『묘법연화경』을 간행한 바 있는데 그 飜刻(飜刻)으로 추정된다. 이 책에는 다른 판본에 수록되지 않은 附錄(附錄) 12장이 들어 있는데 내용은 수설수륙대회소(修設水陸大會所) 문방(門榜), 단방(壇榜) 등의 여러 방(榜)과 제소피봉(諸疏皮封) 등이다.
이 책은 보존상태가 양호할 뿐만 아니라 조선전기 불교의례의 일면을 살펴 볼 수 있는 자료적 가치가 있으며, 전래되는 간본 가운데 비교적 초기간본이므로 유형문화재(有形文化財)로 지정한다.

## 지정 내역
| 일련번호        | 명칭                    | 재료 | 구조·형식 ·형태 | 규격(cm) | 수량 | 기타 특징                        |
| --------------- | ----------------------- | ---- | --------------- | -------- | ---- | -------------------------------- |
| 有形 文化財 480 | 蔚珍 廣興寺 所藏 冥陽經 |      | 목판본          | 32.2×25  | 1冊  | 刊記 : 嘉靖十七年戊戌(1538) 七月 |

## 참고 자료
- 울진 광흥사 소장 명양경 - 국가유산청 국가유산포털